# Національний дослідницький ядерний університет «МІФІ»
Національний дослідницький ядерний університет «МІФІ́» / НДЯУ МІФІ (рос. Национальный исследовательский ядерный университет «МИФИ», НИЯУ МИФИ) — один із національних дослідницьких університетів Росії. Утворений 8 квітня 2009 року на базі Московського інженерно-фізичного інституту (державного університету) (рос. Московский инженерно-физический институт (государственный университет)).
На території МІФІ знаходиться науково-дослідницький реактор басейнового типу. Університет має тісні зв'язки з Державною корпорацією з атомної енергії «Росатом» та Міжнародним агентством з атомної енергії.
Щорічно у виші проводиться наукова сесія МИФИ. За підтримки партнера вишу в області високих технологій — корпорації Intel — починаючи з 1997 року МИФИ відкриває двері шкільним талантам, організовуючи молодіжний конкурс «Юніор», що входить у структуру міжнародного науково-інженерного конкурсу ISEF (англ. International Science and Engineering Fair).

## Історія
Свою історію веде від заснованого в 1942 році Московського механічного інституту боєприпасів (ММІБ) (рос. Московский механический институт боеприпасов). Перша адреса інституту — вулиця Кірова (зараз М'ясницька), 21. Заняття почалися 1 січня 1943 року.
Початковою метою інституту ставилася підготовка спеціалістів для військових і атомних програм Радянського Союзу.
- 1945 р. — перейменований в Московський механічний інститут.
- 1953 р. — перейменований в Московський інженерно-фізичний інститут (МІФІ).
- З 1993 року — Московський державний інженерно-фізичний інститут (технічний університет).
- З 2003 року — Московський інженерно-фізичний інститут (державний університет).
- У 2009 році університет став одним з переможців федерального конкурсу на статус національного університету і був перейменований в Національний дослідницький ядерний університет «МІФІ».

## Структура вишу

### Факультети
Факультети:
- Автоматики та електроніки («А»);
- Кібернетики та інформаційної безпеки («КиБ»);
- Управління та економіки високих технологій («У»);
- Експериментальної та теоретичної фізики («Т»);
- Фізико-технічний («Ф»);
- Очно-заочного (вечірнього) навчання («В»);
- Вищий фізичний коледж;
- Іноземних учнів («І»);
- Вища школа фізиків ім. М. Г. Басова МІФІ-ФІАН;
- Підвищення кваліфікації та перепідготовки кадрів;
- Підготовчий.

## Відомі випускники
- Басов Микола Геннадійович -  радянський фізик, лауреат Нобелівської премії з фізики.
- Белавін Олександр Абрамович - радянський та російський фізик-теоретик, професор, доктор фізико-математичних наук, член-кореспондент РАН.
- Білик Борис Іванович - український спеціаліст у галузі атомної енергетики.
- Білоколос Євген Дмитрович - завідувач відділу Інституту магнетизму НАН України та Міністерства освіти і науки України, доктор фізико-математичних наук, професор.
- Гусєв Андрій Євгенович -  російський письменник і журналіст, головний редактор газети «Новая медицинская газета».
- Даниленко Вячеслав Андрійович - доктор фізико-математичних наук, член-кореспондент Національної академії наук України.
- Джордж Юрій Райт - американський російськомовний письменник і поет.
- Дятлов Анатолій Степанович - заступник головного інженера з експлуатації Чорнобильської АЕС (на момент її катастрофи) Знак Пошани і Трудового Червоного Прапора.
- Єремєєв Володимир Сергійович - радянський науковець-металофізик, український науковець у галузі комп'ютерних наук, доктор технічних наук, професор.
- Жук Олександр Іванович -  фізик, доктор фізико-математичних наук, професор, лауреат Державної премії України в галузі науки і техніки.
- Кисляк Сергій Іванович - радянський та російський дипломат, надзвичайний і повноважний посол Російської Федерації в Сполучених Штатах Америки (2008-2017).
- Оганесян Юрій Цолакович -  радянський та російський фізик, доктор фізико-математичних наук, академік РАН, член-кореспондент АН СРСР.
- Окунь Лев Борисович -  російський вчений, дійсний член РАН, доктор фізико-математичних наук, начальник лабораторії Інституту теоретичної та експериментальної фізики.
- Рукавишніков Микола Миколайович - льотчик-космонавт СРСР, двічі Герой Раждянського Союзу.
- Федоров Володимир Анатолійович - російський актор, продюсер, поет.
- Холодов Дмитро Юрійович - російський журналіст.
- Царьов Олег Анатолійович - український політик, Народний депутат України 4-7 скликання.
- Шандра Володимир Миколайович - український політик, державний діяч.
- Штань Олександр Сергійович - радянський і російський вчений, доктор технічних наук, професор, засновник НИИТФА, лауреат Державної премії СРСР.
- Яценко Леонід Петрович - професор, доктор фізико-математичних наук, директор Інституту фізики НАНУ, Академік Національної Академії Наук України.